# 我要我们在一起 (电影)
《我要我们在一起》（英語：Love Will Tear Us Apart）是2021年5月20日在中国大陆上映的爱情片，改编自李海波的网络长帖《与我十年长跑的女友明天要嫁人了》，导演沙漠，主演屈楚萧、张婧仪。

## 剧情
该片讲述了吕钦扬和凌一尧十年爱情。

## 演员

### 领衔主演
| 演員   | 角色   | 介紹 |
| 屈楚萧 | 吕钦扬 | 工地上的监工，早早踏入了社会。 他真心诚意的追求凌一尧，然而进入社会后才是对他真正的考验。他在职场上步步维艰、处处受挫，想做个正直的人反而因此倒了大霉。 他曾想对抗这个世界，却因爱而自卑，自责无法给凌一尧幸福优越的生活，觉得她值得更好的生活，不想拖累凌一尧，便离凌一尧而去。 |
| 张婧仪 | 凌一尧 | 重点大学研究生毕业，天之骄女。和吕钦扬是高中同学，被吕追求。 进入社会以后，不顧母亲反对，不惜离家出走和吕钦扬住在一起。生活艰难，和吕钦扬一起精打细算；不在乎金钱，在乎兩人要在一起。 然而面临金钱、房子、婚姻等现实的考验，終将把他們两人推得越来越远。                         |

### 其他
| 演員   | 角色         | 介紹      |
| 孙宁   | 樊冠喬(大喬) |           |
| 张垚   | 蒋倩倩       |           |
| 裴魁山 | 三叔         |           |
| 梁浩   | 小孟         |           |
| 李嘉灏 | 罗廷煜       | 配音:羊仔 |
| 张子贤 | 方工头       |           |
| 陈弘芹 | 凌一尧妈妈   |           |
| 高仲玮 | 老胡         |           |
| 王春妹 | 姚千岁       |           |
| 金世佳 | 申导         |           |
| 马艳   | 陶总         |           |
| 郑晓婉 | 罗母         |           |
| 吴优   | 老冯         |           |
| 许鹏飞 | 新疆工友     |           |
| 崔斌   | 新疆工友     |           |
| 杨福虎 | 新疆工友     |           |
| 聂红礼 | 新疆工友     |           |
| 郭滨   | 新疆工友     |           |
| 吴书潆 | 输液室护士   |           |
| 王佳   | 房屋中介     |           |
| 廖拟   | 大乔邻居     |           |
| 赵云君 | 英语老师     |           |
| 杜家毅 |              |           |
| 金靖承 |              |           |

## 曲目
| 曲序 | 曲目                         |              | 作曲       | 歌手   |
| ---- | ---------------------------- | ------------ | ---------- | ------ |
| 1.   | 《這世界那麼多人》（主题曲） | 王海涛       |            | 莫文蔚 |
| 2.   | 《不舍》（推广曲）           | 赵素冰、姜楠 | 戾格、黄一 | 顏人中 |
| 3.   | 《》（插曲）                 | 彭飞         | 彭飞       | 彭飞   |

## 票房
該片上映當日破億，5天票房突破2億元人民幣。
於2022年5月20日重映，票房5500萬元人民幣，最終累積3.8億元人民幣。

## 外部連結
- 豆瓣电影上《我要我们在一起》的資料 （简体中文）
- 互联网电影数据库（IMDb）上《我要我们在一起》的资料（英文）